# Bastardschildkröten
|  | Dieser Artikel wurde aufgrund von formalen oder inhaltlichen Mängeln in der Qualitätssicherung Biologie zur Verbesserung eingetragen. Dies geschieht, um die Qualität der Biologie-Artikel auf ein akzeptables Niveau zu bringen. Bitte hilf mit, diesen Artikel zu verbessern! Artikel, die nicht signifikant verbessert werden, können gegebenenfalls gelöscht werden. Lies dazu auch die näheren Informationen in den Mindestanforderungen an Biologie-Artikel. |

Die Bastardschildkröten sind eine Gattung der Meeresschildkröten (Cheloniidae) und kommen in zwei Arten vor: der Echten oder Oliv-Bastardschildkröte (Lepidochelys olivacea) und der Atlantik-Bastardschildkröte (Lepidochelys kempii). Dabei ist die Oliv-Bastardschildkröte die häufigste Art der Meeresschildkröten, während die Atlantik-Bastardschildkröte als die seltenste angesehen wird.

## Merkmale
Bastardschildkröten sind mit etwa 50 bis 80 Zentimetern Körperlänge und einem Gewicht von maximal 30 bis 50 Kilogramm die kleinsten Vertreter der Meeresschildkröten. Die beiden Arten ähneln sich im Aussehen und Verhalten, die Grundfärbung der Oliv-Bastardschildkröte ist jedoch olivgrün mit ebenfalls grünlichen Zeichnungselementen gegenüber dem graugrünen Panzer der atlantischen Art. Bei beiden Arten ist der Panzer (Carapax) stark gewölbt und in der Regel etwa so lang wie breit, bei der Oliv-Bastardschildkröte ist er höher und länger in der Form als bei der Atlantik-Bastardschildkröte. Die Unterseite des Panzers, das Plastron, beider Arten zeigt einen gelblich-weißen Ton.

## Lebensweise
Wie alle Meeresschildkröten leben auch die Bastardschildkröten im Salzwasser der Ozeane. Sie kommen vor allem in Küstengebieten im Bereich des Kontinentalschelfs vor und sind vor allem im offenen Freiwasser, dem Pelagial, zu finden. Sie ernähren sich als Fleischfresser hauptsächlich von schwimmenden Krusten- und Weichtieren wie Kalmaren und anderen wirbellosen Tieren wie Quallen, Seeigeln, Seescheiden, Moostierchen sowie gelegentlich auch Fischen.

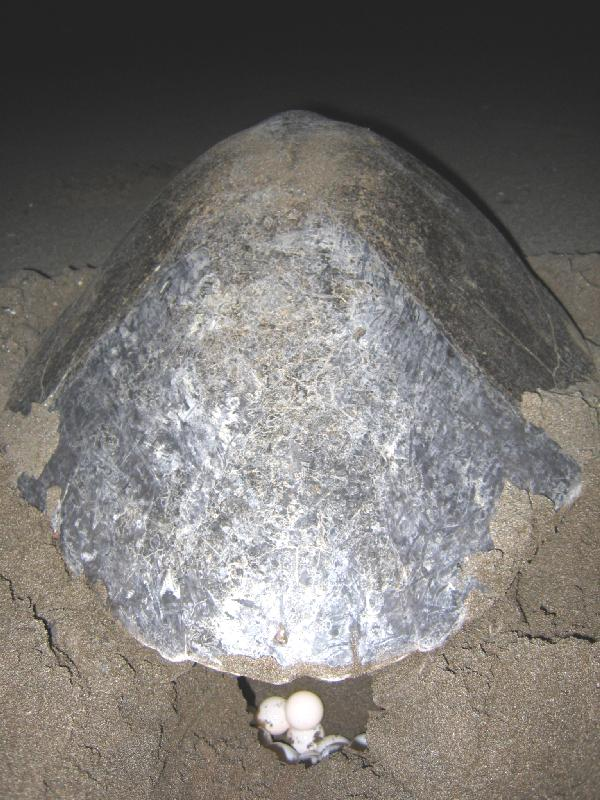
Oliv-Bastardschildkröte bei der Eiablage

Die Bastardschildkröten legen ihre Eier in den Sand geeigneter Strandgebiete und verlassen zu diesem Zweck das Wasser. Die beiden Arten der Bastardschildkröten sind dabei die einzigen Arten, bei denen ein massenhaftes Anlanden an den Brutstränden beobachtet werden kann. Ebenfalls einzigartig ist die Auswahl der Tageszeit, da sie im Gegensatz zu allen anderen Arten den hellen Tag bevorzugen, vor allem an stark windigen Tagen.

## Verbreitung
Die beiden Arten der Bastardschildkröten unterscheiden sich in der Ausdehnung ihrer Verbreitungsgebiete sehr deutlich. Während die Oliv-Bastardschildkröte über weitere Teile des Indischen, Pazifischen und Atlantischen Ozeans entlang der Küstengebiete Nord- und Südamerikas, Afrikas, Asiens und Australiens zu finden ist, ist das Verbreitungsgebiet der Atlantischen Bastardschildkröte auf ein sehr begrenztes Verbreitungsgebiet vor der mexikanischen Küste im Atlantischen Ozean beschränkt.

## Systematik
Die wissenschaftliche Erstbeschreibung der Gattung Lebidochelys stammt von dem deutschen Zoologen Leopold Fitzinger in seiner Systema reptiliae aus dem Jahr 1843. 1953 ordnete Charles Frédéric Girard die 1829 als Chelonia olivacea von Johann Friedrich Eschscholtz beschriebene Oliv-Bastardschildkröte in diese Gattung ein. 1880 beschrieb der amerikanische Zoologe Samuel Walton Garman die Atlantik-Bastardschildkröte als zweite Art der Gattung.
Die Gattung der Bastardschildkröten enthält entsprechend aktuell zwei Arten:
- Oliv-Bastardschildkröte (Lebidochelys oliviaceae)
- Atlantik-Bastardschildkröte (Lebidochelys kempii)

Ihre Namen haben die Bastardschildkröten erhalten, da sie früher als Hybriden zwischen der Suppenschildkröte und der Unechten Karettschildkröte galten.

## Gefährdung und Schutz
Aufgrund ihres Fleisches und ihrer Eier wurden die Bastardschildkröten wie alle anderen Meeresschildkröten intensiv bejagt und stehen heute durch das Washingtoner Artenschutzabkommen unter internationalem Schutz.

## Belege
1. 1 2 3 4 5  N. J. Robinson, F. V. Paladino: Sea Turtles. Reference Module in Earth Systems and Environmental Sciences, 2013; S. 9–10. doi:10.1016/b978-0-12-409548-9.04352-9
2. 1 2  Lepidochelys olivacea In: The Reptile Database; abgerufen am 25. Februar 2020.
3. 1 2  Lepidochelys  kempii In: The Reptile Database; abgerufen am 25. Februar 2020.